# Morti nel 1878
| Questa pagina contiene informazioni ricavate automaticamente dalle voci biografiche con l'ausilio del template Bio e di un bot. L'aggiornamento è periodico e automatico e ricostruisce completamente la pagina. Se manca una persona in questa lista, sei pregato di non aggiungerla, ma accertati piuttosto che la sua voce biografica contenga il template Bio e che i dati anagrafici siano correttamente compilati. Se il template Bio manca, inseriscilo tu stesso o, in alternativa, metti l'avviso {{tmp\|Bio}} che ne segnala la mancanza. Se i dati riportati sono sbagliati, correggi direttamente la voce biografica; le modifiche saranno visibili in questa lista entro pochi giorni. Per chiarimenti vedi il progetto biografie. La lista contiene solo le 338 persone che sono citate nell'enciclopedia e per le quali è stato implementato correttamente il template Bio. Pagina aggiornata al 2 ago 2025. |

## Gennaio(28)
- 2 gennaio - Giuliano Bollo, politico italiano (n. 1792)
- 3 gennaio - Christian Friedrich Wilhelm Roller, psichiatra tedesco (n. 1802)
- 5 gennaio - Antonio Caimi, pittore e storico dell'arte italiano (n. 1811)
- 5 gennaio - Alfonso La Marmora, generale e politico italiano (n. 1804)
- 5 gennaio - Luciano Scarabelli, scrittore, storico e politico italiano (n. 1806)
- 6 gennaio - Mariannina Coffa, poetessa italiana (n. 1841)
- 7 gennaio - George Kinnaird, IX Lord Kinnaird, politico scozzese (n. 1807)
- 7 gennaio - François Vincent Raspail, politico e scienziato francese (n. 1794)
- 8 gennaio - Charles Cousin-Montauban, politico e militare francese (n. 1796)
- 8 gennaio - Nikolaj Alekseevič Nekrasov, poeta russo (n. 1821)
- 9 gennaio - Vittorio Emanuele II di Savoia, sovrano italiano (n. 1820)
- 10 gennaio - Andrew Murray, botanico, entomologo e avvocato britannico (n. 1812)
- 10 gennaio - William Stokes, medico irlandese (n. 1804)
- 10 gennaio - Dimitrios Voulgaris, politico greco (n. 1802)
- 15 gennaio - Carlo Blasis, danzatore e coreografo italiano (n. 1795)
- 15 gennaio - Anne-Édouard-Louis-Joseph de Montmorency, nobile francese (n. 1802)
- 17 gennaio - Mateo Benigno de Moraza, politico e giurista spagnolo (n. 1817)
- 18 gennaio - Antoine César Becquerel, fisico francese (n. 1788)
- 18 gennaio - Józef Dietl, medico austriaco (n. 1804)
- 19 gennaio - Henri-Victor Regnault, chimico e fisico francese (n. 1810)
- 23 gennaio - Giorgio Doria, politico italiano (n. 1800)
- 23 gennaio - Malachia Marchesi De Taddei, militare italiano (n. 1834)
- 24 gennaio - Pieter Bleeker, medico e ittiologo olandese (n. 1819)
- 25 gennaio - Otto Andreas Lowson Mørch, naturalista svedese (n. 1828)
- 26 gennaio - Ernst Heinrich Weber, fisiologo e anatomista tedesco (n. 1795)
- 28 gennaio - Cincinnato Baruzzi, scultore italiano (n. 1796)
- 28 gennaio - Jacopo Cabianca, poeta e romanziere italiano (n. 1809)
- 29 gennaio - Francesco Antonio Mazziotti, patriota e politico italiano (n. 1811)

## Febbraio(36)
- 1º febbraio - George Cruikshank, illustratore britannico (n. 1792)
- 2 febbraio - Andrew Bloxam, botanico, naturalista e prete britannico (n. 1813)
- 4 febbraio - Gaetano Cima, architetto italiano (n. 1805)
- 4 febbraio - Heinrich Ernst Ferdinand Guericke, teologo tedesco (n. 1803)
- 7 febbraio - Papa Pio IX, papa, arcivescovo cattolico e cardinale italiano (n. 1792)
- 8 febbraio - Elias Magnus Fries, micologo e botanico svedese (n. 1794)
- 8 febbraio - Marija Dmitrievna Subbotina, rivoluzionaria russa (n. 1854)
- 9 febbraio - Tito Angelini, scultore italiano (n. 1806)
- 9 febbraio - Nicolas Gosse, pittore francese (n. 1787)
- 9 febbraio - Theodore Roosevelt, imprenditore e filantropo statunitense (n. 1831)
- 10 febbraio - Claude Bernard, fisiologo francese (n. 1813)
- 10 febbraio - Edouard Perris, entomologo e esploratore francese (n. 1808)
- 11 febbraio - Charles Magill Conrad, politico statunitense (n. 1804)
- 11 febbraio - Carlo Leopardi, nobiluomo italiano (n. 1799)
- 11 febbraio - Gideon Welles, politico e giornalista statunitense (n. 1802)
- 12 febbraio - Alexander Duff, missionario scozzese (n. 1806)
- 12 febbraio - Paolo Taverna, filantropo e mecenate italiano (n. 1804)
- 13 febbraio - Lorenzo Ginori Lisci, nobile, politico e imprenditore italiano (n. 1823)
- 17 febbraio - José Amador de los Ríos, drammaturgo spagnolo (n. 1818)
- 17 febbraio - Pietro Fabris, politico italiano (n. 1805)
- 18 febbraio - John Tunstall, allevatore britannico (n. 1853)
- 19 febbraio - Charles-François Daubigny, pittore francese (n. 1817)
- 21 febbraio - Andrew Scott Waugh, ufficiale britannico (n. 1810)
- 22 febbraio - Franz Hünten, compositore, pianista e chitarrista tedesco (n. 1792)
- 22 febbraio - Sereno Omar, politico italiano (n. 1815)
- 22 febbraio - Émilie d'Oultremont, religiosa belga (n. 1818)
- 23 febbraio - Tommaso Antonio Maria Lanzilli, politico italiano (n. 1801)
- 23 febbraio - Ferdinando Strozzi, nobile, imprenditore e storico italiano (n. 1821)
- 24 febbraio - Louis de La Saussaye, numismatico e storico francese (n. 1801)
- 24 febbraio - Engelbert von Landsberg-Velen und Steinfurt, politico prussiano (n. 1796)
- 25 febbraio - François Bertrand, militare francese (n. 1823)
- 26 febbraio - Alexandre Antigna, pittore francese (n. 1817)
- 26 febbraio - Godefroy Brossais-Saint-Marc, cardinale e arcivescovo cattolico francese (n. 1803)
- 26 febbraio - Juan María Gutiérrez, poeta argentino (n. 1809)
- 26 febbraio - Angelo Secchi, gesuita, astronomo e geodeta italiano (n. 1818)
- 27 febbraio - Felicissimo Cocino, missionario e vescovo cattolico italiano (n. 1816)

## Marzo(22)
- 1º marzo - Ludwig Arndts von Arnesberg, giurista tedesco (n. 1803)
- 2 marzo - John Cochrane, scacchista e avvocato scozzese (n. 1798)
- 3 marzo - Joseph Bonomi il Giovane, scultore, disegnatore e egittologo inglese (n. 1796)
- 4 marzo - Napoleone Moriani, tenore italiano (n. 1808)
- 6 marzo - Ruggiero Gabaleone di Salmour, economista e politico italiano (n. 1806)
- 8 marzo - Francesco Carlo d'Asburgo-Lorena, nobile austriaco (n. 1802)
- 8 marzo - Federigo Sclopis di Salerano, giurista, magistrato e politico italiano (n. 1798)
- 9 marzo - Mirzə Fətəli Axundov, scrittore azero (n. 1812)
- 11 marzo - Benjamin Davis Wilson, politico statunitense (n. 1811)
- 12 marzo - Osip Afanas'evič Petrov, basso-baritono russo (n. 1806)
- 14 marzo - Yosep VI Audo, ottomano (n. 1790)
- 20 marzo - Claude-Auguste Lamy, chimico francese (n. 1820)
- 20 marzo - Julius Robert von Mayer, medico e fisico tedesco (n. 1814)
- 22 marzo - Olympe Pélissier, modella francese (n. 1799)
- 22 marzo - George Clarkson Stanfield, pittore britannico (n. 1828)
- 23 marzo - Joseph-Eugéne Allet, ufficiale svizzero (n. 1814)
- 27 marzo - Giovanni Battista Carducci, architetto e mecenate italiano (n. 1806)
- 27 marzo - George Gilbert Scott, architetto britannico (n. 1811)
- 30 marzo - Luigi Amat di San Filippo e Sorso, cardinale italiano (n. 1796)
- 30 marzo - Charles Beslay, politico francese (n. 1795)
- 31 marzo - Margherita Zenoni, soprano italiano
- 31 marzo - Emilio Amedeo De Tipaldo, letterato e giurista italiano (n. 1798)

## Aprile(33)
- 1º aprile - Giuseppe Pastore, politico e generale italiano (n. 1800)
- 1º aprile - Madame Restell, criminale britannica (n. 1812)
- 2 aprile - Cuthbert Ottaway, calciatore inglese (n. 1850)
- 3 aprile - Giovanni Spano, archeologo, linguista e etnologo italiano (n. 1803)
- 4 aprile - Richard Brewer, pistolero e avvocato statunitense (n. 1850)
- 4 aprile - Giuseppe Lunati, avvocato, magistrato e politico italiano (n. 1800)
- 4 aprile - Joaquín Mosquera, giurista, militare e politico colombiano (n. 1787)
- 5 aprile - Lorenzo Nelli, magistrato, giurista e politico italiano (n. 1809)
- 6 aprile - Giuseppe Berardi, cardinale italiano (n. 1810)
- 6 aprile - Friedrich Brüggemann, zoologo e entomologo tedesco (n. 1850)
- 6 aprile - Hippolyte Alphonse Quénault, politico francese (n. 1795)
- 8 aprile - Eugène Belgrand, ingegnere francese (n. 1810)
- 8 aprile - Henrietta Treffz, mezzosoprano austriaca (n. 1818)
- 9 aprile - Giovanni Battista Sella, imprenditore e politico italiano (n. 1788)
- 10 aprile - Napoleone Luciano Carlo Murat, nobile e politico francese (n. 1803)
- 11 aprile - George Selwyn, missionario e vescovo anglicano britannico (n. 1809)
- 12 aprile - William M. Tweed, politico statunitense (n. 1823)
- 15 aprile - James Booth, matematico irlandese (n. 1806)
- 16 aprile - Angelo Armenante, matematico italiano (n. 1844)
- 17 aprile - Luigi Bienaimé, scultore italiano (n. 1795)
- 18 aprile - Agostino Kotzian, imprenditore austriaco (n. 1792)
- 19 aprile - Władysław Tarnowski, compositore, pianista e poeta polacco (n. 1836)
- 20 aprile - Pietro Conti, politico italiano (n. 1827)
- 21 aprile - Temistocle Solera, librettista, compositore e poeta italiano (n. 1815)
- 23 aprile - Jaroslav Čermák, pittore ceco (n. 1830)
- 24 aprile - Charles William Lancaster, inventore britannico (n. 1820)
- 24 aprile - Giovanni Zanardini, medico e botanico italiano (n. 1804)
- 25 aprile - Coles Bashford, politico e avvocato statunitense (n. 1816)
- 25 aprile - Lodovico Frapolli, politico, generale e patriota italiano (n. 1815)
- 25 aprile - Anna Sewell, scrittrice inglese (n. 1820)
- 26 aprile - Faustino Malaguti, chimico italiano (n. 1802)
- 29 aprile - Andrea Lissoni, politico italiano (n. 1807)
- 29 aprile - Emmanuel-Jean-François Verrolles, missionario e vescovo cattolico francese (n. 1805)

## Maggio(21)
- 1º maggio - Friedrich J. Haberlandt, agronomo austro-ungarico (n. 1826)
- 2 maggio - Frederick Grey, militare britannico (n. 1805)
- 3 maggio - Shivashanmukha Rao, principe indiano (n. 1847)
- 4 maggio - Roberto de Visiani, botanico, naturalista e letterato italiano (n. 1800)
- 6 maggio - François Benoist, organista e compositore francese (n. 1794)
- 9 maggio - Robert Main, astronomo britannico (n. 1808)
- 10 maggio - Ippolit Monighetti, architetto russo (n. 1819)
- 11 maggio - Pierre Philippe Denfert-Rochereau, politico e militare francese (n. 1823)
- 11 maggio - Domenico Guadalupi, arcivescovo cattolico italiano (n. 1811)
- 12 maggio - Catharine Beecher, educatrice statunitense (n. 1800)
- 12 maggio - Nikolaj Kozlovskij, architetto russo (n. 1791)
- 13 maggio - Joseph Henry, fisico statunitense (n. 1797)
- 13 maggio - Andrzej Towiański, teosofo polacco (n. 1799)
- 14 maggio - Giuseppe Obici, scultore italiano (n. 1807)
- 14 maggio - Ōkubo Toshimichi, politico giapponese (n. 1830)
- 25 maggio - Antoine Laurent Dantan, scultore francese (n. 1798)
- 25 maggio - Elizabeth Campbell, duchessa di Argyll, nobildonna inglese (n. 1824)
- 25 maggio - Léon Riesener, pittore francese (n. 1808)
- 25 maggio - Andreas von Ettingshausen, fisico e matematico tedesco (n. 1796)
- 28 maggio - William Chapman Hewitson, naturalista britannico (n. 1806)
- 28 maggio - John Russell, I conte di Russell, politico inglese (n. 1792)

## Giugno(25)
- 2 giugno - Pietro Fossa, avvocato e politico italiano (n. 1823)
- 3 giugno - Pietro Codronchi, poeta italiano (n. 1840)
- 4 giugno - Gaetano Dura, pittore e litografo italiano (n. 1805)
- 6 giugno - Achille Baraguey d'Hilliers, generale francese (n. 1795)
- 6 giugno - Carlo Bonatto Minella, pittore italiano (n. 1855)
- 6 giugno - Robert Stirling, inventore e pastore protestante scozzese (n. 1790)
- 7 giugno - Domenico Ferri, architetto e scenografo italiano (n. 1795)
- 10 giugno - Tranquillo Cremona, pittore italiano (n. 1837)
- 11 giugno - Pietro Ayres, pittore italiano (n. 1794)
- 11 giugno - Carlo Desideri, scienziato italiano (n. 1840)
- 12 giugno - Benjamin Bonneville, generale statunitense (n. 1796)
- 12 giugno - William Cullen Bryant, poeta e giornalista statunitense (n. 1794)
- 12 giugno - Giorgio V di Hannover, sovrano tedesco (n. 1819)
- 13 giugno - Carl Stål, entomologo svedese (n. 1833)
- 16 giugno - Kikuchi Yōsai, pittore giapponese (n. 1781)
- 16 giugno - Crawford Long, medico e farmacista statunitense (n. 1815)
- 17 giugno - Nicolò Maggioncalda, politico italiano (n. 1813)
- 20 giugno - Paolo Griffini, generale e politico italiano (n. 1811)
- 21 giugno - Giovanni Moriggia, nobile e pittore italiano (n. 1796)
- 23 giugno - George Back, ammiraglio e esploratore britannico (n. 1796)
- 24 giugno - Eugenio Alberi, letterato e scrittore italiano (n. 1807)
- 25 giugno - William Fothergill Cooke, inventore britannico (n. 1806)
- 26 giugno - Mercedes d'Orléans, principessa spagnola (n. 1860)
- 27 giugno - Emil Gottlieb Friedländer, storico e numismatico tedesco (n. 1805)
- 29 giugno - Achille Menotti, politico italiano (n. 1817)

## Luglio(25)
- 1º luglio - Pietro Francesco Casaretto, abate italiano (n. 1810)
- 1º luglio - Gennaro Di Giacomo, vescovo cattolico e politico italiano (n. 1796)
- 2 luglio - François Bazin, compositore francese (n. 1816)
- 4 luglio - Vital Maria Gonçalves de Oliveira, vescovo cattolico brasiliano (n. 1844)
- 4 luglio - Michel Roux Vollon, politico francese (n. 1808)
- 8 luglio - Gabriele Colonna di Cesarò, politico italiano (n. 1841)
- 9 luglio - Barthélemy Charles Joseph Dumortier, botanico, naturalista e politico belga (n. 1797)
- 9 luglio - Nikolaj Aleksandrovič Verëvkin, militare russo (n. 1820)
- 10 luglio - Paolo Solaroli di Briona, generale, avventuriero e nobile italiano (n. 1796)
- 15 luglio - Maurice Joly, scrittore, giornalista e avvocato francese (n. 1829)
- 16 luglio - Laura Gonzenbach, scrittrice e etnologa italiana (n. 1842)
- 16 luglio - Max Hödel, anarchico tedesco (n. 1857)
- 17 luglio - Aleardo Aleardi, poeta e politico italiano (n. 1812)
- 17 luglio - Giorgio Lana, militare e architetto italiano (n. 1824)
- 19 luglio - Egor Ivanovič Zolotarëv, matematico russo (n. 1847)
- 21 luglio - Sam Bass, criminale statunitense (n. 1851)
- 22 luglio - Jozef Pozdech, patriota e inventore slovacco (n. 1811)
- 23 luglio - Karl von Rokitansky, medico, filosofo e politico boemo (n. 1804)
- 27 luglio - Faustino Sanseverino, nobile e politico italiano (n. 1801)
- 28 luglio - Christian Eduard Langethal, agronomo e botanico tedesco (n. 1806)
- 28 luglio - Antonio Salvagnoli Marchetti, medico e politico italiano (n. 1810)
- 29 luglio - Paolo Santinelli, fantino italiano (n. 1838)
- 29 luglio - Cristoforo Tomati, politico italiano (n. 1810)
- 31 luglio - Gaetano Bargnani, politico italiano (n. 1808)
- 31 luglio - Alessandro Franchi, cardinale e arcivescovo cattolico italiano (n. 1819)

## Agosto(22)
- 1º agosto - Hermann Lebert, medico e naturalista tedesco (n. 1813)
- 4 agosto - Maurice Barman, politico svizzero (n. 1808)
- 4 agosto - Giorgio Pallavicino Trivulzio, patriota e politico italiano (n. 1796)
- 4 agosto - Costantino Rosa, pittore italiano (n. 1803)
- 4 agosto - William Mac Guckin de Slane, militare e arabista francese (n. 1801)
- 5 agosto - Gioacchino II di Costantinopoli, arcivescovo ortodosso greco (n. 1802)
- 5 agosto - Giovanni Pagliarini, pittore italiano (n. 1809)
- 10 agosto - Maria Virginia Fabroni, poetessa italiana (n. 1851)
- 12 agosto - Jack Swilling, esploratore e imprenditore statunitense (n. 1830)
- 14 agosto - Vito Cesare Boccardi, imprenditore italiano (n. 1835)
- 14 agosto - Ivan Martynovič Koval'skij, rivoluzionario russo (n. 1850)
- 14 agosto - John Howard Raymond, educatore statunitense (n. 1814)
- 14 agosto - Wilhelm Rüstow, militare tedesco (n. 1821)
- 16 agosto - Richard Upjohn, architetto britannico (n. 1802)
- 18 agosto - Davide Lazzaretti, predicatore italiano (n. 1834)
- 21 agosto - Theodor Haumann, violinista e insegnante belga (n. 1808)
- 22 agosto - Maria Cristina di Borbone-Due Sicilie, spagnola (n. 1806)
- 23 agosto - Adolf Fredrik Lindblad, compositore svedese (n. 1801)
- 24 agosto - Rudolf Willmers, pianista e compositore di scacchi danese (n. 1821)
- 25 agosto - Christian Rutenberg, botanico e esploratore tedesco (n. 1851)
- 26 agosto - Mariam Baouardy, religiosa palestinese (n. 1846)
- 27 agosto - Francesco Sebastiani, avvocato e politico italiano (n. 1827)

## Settembre(20)
- 1º settembre - Ataï
- 2 settembre - Henry Huntly Haight, politico statunitense (n. 1825)
- 4 settembre - Enrico Falck, imprenditore e ingegnere francese (n. 1828)
- 4 settembre - Giovanni Noseda, imprenditore italiano (n. 1816)
- 7 settembre - Mehmed Ali Pascià, militare prussiano (n. 1827)
- 8 settembre - Miguel García Granados Zavala, politico guatemalteco (n. 1809)
- 9 settembre - Giacinto Cottin, politico italiano (n. 1796)
- 9 settembre - Constant Douillard, architetto francese (n. 1795)
- 9 settembre - Niels Ludvig Westergaard, orientalista danese (n. 1815)
- 10 settembre - Karl Nobiling, anarchico tedesco (n. 1848)
- 11 settembre - Yaakov Gesundheit, rabbino polacco (n. 1815)
- 16 settembre - Ernst Reissner, anatomista tedesco (n. 1824)
- 17 settembre - Orélie Antoine de Tounens, avvocato e avventuriero francese (n. 1825)
- 21 settembre - Giulio Curioni, geologo, paleontologo e funzionario italiano (n. 1796)
- 23 settembre - Lionel Tollemache, VIII conte di Dysart, politico e nobile inglese (n. 1794)
- 24 settembre - Odoardo Agnelli, vescovo cattolico e diplomatico italiano (n. 1813)
- 24 settembre - Paku Alam IV, sovrano indonesiano (n. 1841)
- 24 settembre - Servetseza Kadin, principessa (n. 1823)
- 27 settembre - Gustav von Leonhard, mineralogista e geologo tedesco (n. 1816)
- 28 settembre - Lampridio Giovanardi, ingegnere e incisore italiano (n. 1811)

## Ottobre(22)
- 1º ottobre - Mindon Min, sovrano birmano (n. 1808)
- 2 ottobre - Giovanni Castrogiovanni, presbitero italiano (n. 1818)
- 3 ottobre - Giovanni Andrea Gregorini, imprenditore e politico italiano (n. 1819)
- 4 ottobre - Kim Ung-u, coreano (n. 1848)
- 5 ottobre - Jacob P. Chamberlain, agricoltore, mercante e politico statunitense (n. 1802)
- 5 ottobre - Francis Grant, pittore e scrittore scozzese (n. 1803)
- 7 ottobre - James William Benson, orologiaio britannico (n. 1826)
- 7 ottobre - Tomás Cipriano Mosquera, politico colombiano (n. 1798)
- 9 ottobre - Eugène Vermersch, poeta e giornalista francese (n. 1845)
- 11 ottobre - Félix Dupanloup, vescovo cattolico francese (n. 1802)
- 11 ottobre - Orso Bianco, nativo americano
- 13 ottobre - Ambrose Kingsland, politico statunitense (n. 1804)
- 15 ottobre - Carlo Berti Pichat, politico e agronomo italiano (n. 1799)
- 18 ottobre - Giovanni Giuseppe Bianconi, zoologo, botanico e geologo italiano (n. 1809)
- 19 ottobre - Irénée-Jules Bienaymé, statistico francese (n. 1796)
- 21 ottobre - Sylvester Horton Rosecrans, vescovo cattolico statunitense (n. 1827)
- 21 ottobre - Friedrich Nerly, pittore tedesco (n. 1807)
- 22 ottobre - Hugh Alexander Kennedy, scacchista britannico (n. 1809)
- 22 ottobre - Gerolamo Salvi, nobile italiano (n. 1804)
- 24 ottobre - Paul Cullen, cardinale e arcivescovo cattolico irlandese (n. 1803)
- 24 ottobre - Carlo di Schleswig-Holstein-Sonderburg-Glücksburg, nobile (n. 1813)
- 31 ottobre - Louis-Antoine Garnier-Pagès, politico francese (n. 1803)

## Novembre(26)
- 5 novembre - Domenico Induno, pittore italiano (n. 1815)
- 6 novembre - Samuel Phelps, attore teatrale, regista e direttore teatrale inglese (n. 1804)
- 8 novembre - Hermann Goedsche, scrittore e agente segreto tedesco (n. 1815)
- 10 novembre - Pëtr Andreevič Vjazemskij, poeta e critico letterario russo (n. 1792)
- 11 novembre - Stjepan Mitrov Ljubiša, scrittore serbo (n. 1824)
- 13 novembre - Sigismund von Reischach, militare austriaco (n. 1809)
- 14 novembre - Giacomo Balbi Piovera, politico, agronomo e patriota italiano (n. 1800)
- 15 novembre - Nikolaj Vladimirovič Chanykov, scrittore, orientalista e etnografo russo (n. 1819)
- 15 novembre - Anton Dominik von Fernkorn, scultore austriaco (n. 1813)
- 16 novembre - Domenico Chelini, presbitero e matematico italiano (n. 1802)
- 16 novembre - Đura Jakšić, scrittore e pittore serbo (n. 1832)
- 16 novembre - Manuel Pardo, politico peruviano (n. 1834)
- 16 novembre - Charles Vilain XIIII, politico belga (n. 1803)
- 18 novembre - Enrico Junck, pittore francese (n. 1849)
- 20 novembre - William Thomas, poeta e presbitero gallese (n. 1832)
- 21 novembre - Francisco Salmerón, avvocato e politico spagnolo (n. 1822)
- 21 novembre - Agathon Wunderlich, giurista tedesco (n. 1810)
- 22 novembre - Ludwik Mierosławski, rivoluzionario, generale e scrittore polacco (n. 1814)
- 25 novembre - Napoléon La Cécilia, militare francese (n. 1835)
- 25 novembre - Vincenzo Spaccapietra, arcivescovo cattolico e missionario italiano (n. 1801)
- 25 novembre - Stefano Tempia, compositore, violinista e direttore di coro italiano (n. 1832)
- 28 novembre - Marco Aurelio Zani de Ferranti, chitarrista, compositore e letterato italiano (n. 1801)
- 29 novembre - Craufurd Tait Ramage, scrittore e saggista scozzese (n. 1803)
- 30 novembre - George Henry Lewes, scrittore e critico letterario britannico (n. 1817)
- 30 novembre - Francisco Linares Alcántara, politico venezuelano (n. 1825)
- 30 novembre - Charles Summers, scultore inglese (n. 1825)

## Dicembre(27)
- 2 dicembre - Pasquale Bona, compositore, insegnante e teorico della musica italiano (n. 1808)
- 5 dicembre - Giuseppe Benassai, pittore italiano (n. 1835)
- 5 dicembre - William Carnegie, VIII conte di Northesk, nobile scozzese (n. 1794)
- 6 dicembre - Francesca Lutti, poetessa italiana (n. 1827)
- 6 dicembre - Theodōros Vryzakīs, pittore greco (n. 1814)
- 6 dicembre - Joseph Hyacinthe Louis Jules d'Ariès, militare francese (n. 1813)
- 7 dicembre - Antimo VI di Costantinopoli, arcivescovo ortodosso greco (n. 1782)
- 14 dicembre - Alice di Sassonia-Coburgo-Gotha, principessa inglese (n. 1843)
- 14 dicembre - Ernest Bazin, dermatologo francese (n. 1807)
- 15 dicembre - Giuseppe Bertoloni, botanico e entomologo italiano (n. 1804)
- 16 dicembre - Geneviève Élisabeth Disdéri, fotografa francese (n. 1817)
- 16 dicembre - Karl Ferdinand Gutzkow, scrittore, drammaturgo e giornalista tedesco (n. 1811)
- 18 dicembre - Francesco Saverio Petagna, vescovo cattolico italiano (n. 1812)
- 18 dicembre - Mohammed bin Thani, sovrano qatariota (n. 1788)
- 19 dicembre - Elia Lombardini, ingegnere italiano (n. 1794)
- 23 dicembre - Frederick Aiken, avvocato, giornalista e militare statunitense (n. 1832)
- 23 dicembre - Fabio Maria Asquini, cardinale e patriarca cattolico italiano (n. 1802)
- 23 dicembre - Johann Jakob Scherer, ufficiale e imprenditore svizzero (n. 1825)
- 24 dicembre - Lucy Anderson, pianista inglese (n. 1797)
- 25 dicembre - Pietro Mei, artigiano e orologiaio italiano (n. 1797)
- 26 dicembre - Marie Fox, scrittrice britannica